# Шебуев, Василий Козьмич
Васи́лий Козьми́ч Шебу́ев (2 [13] апреля 1777, Кронштадт, Санкт-Петербургская губерния — 16 [28] июня 1855, Санкт-Петербург) — русский живописец, последователь классицизма, один из основных петербургских художников александровской эпохи, педагог; мастер исторической картины и монументальных росписей, также работал как портретист. Академик (с 1807), ректор живописного и скульптурного отделений (с 1832; заслуженный ректор с 1842) Императорской Академии художеств, наставник Петра Басина и Фёдора Бруни. Действительный статский советник (1846).

## Биография

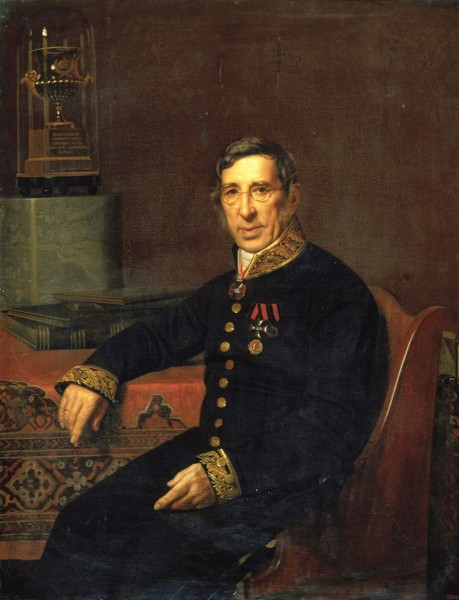
Ф. М. Славянский. Портрет В. К. Шебуева. 1852
Холст, масло. 129,5 × 100 см
Русский музей, Санкт-Петербург

Родился в Кронштадте 2 (13) апреля 1777 года. Имел, по утверждению Н. А. Рамазанова, дворянское происхождение; его отец занимал место смотрителя при кронштадтских магазинах Адмиралтейств-коллегии. Обнаружив ранние художественные способности ребёнка, в сентябре 1782 года, когда Василию Шебуеву было всего пять лет, родители отдали его на учёбу в Императорскую Академию художеств, где он получил блестящую школу академического рисунка и живописи. В Академии Шебуев был в числе первых учеников. Избрав в 1791 году своей специальностью историческую живопись, он стал заниматься ею под руководством И. А. Акимова и Г. И. Угрюмова. В 1794 году Шебуев был награждён уже второй серебряной медалью за рисунок с натуры, а три года спустя — второй золотой медалью за картину «Смерть Ипполита».
После окончания, в 1797 году, обучения с аттестатом первой степени и малой золотой медалью Василий Шебуев со званием художника XIV-го класса, как один из способнейших по выпуску, был оставлен при Академии пенсионером и помощником преподавателя в натурном классе, а год спустя, сверх того, ему было поручено преподавание рисования на младших возрастах академического училища, в 1803 году для совершенствования своего искусства, отправлен в Рим, где упражнялся копируя подлинники и рисуя в анатомических театрах.
В 1806 году был отозван в Россию для работы по живописному и скульптурному украшению строящегося в Петербурге Казанского собора, ставшего пантеоном славы, памятником русскому воинству и одновременно «храмом славы русских художников». Шебуев исполнил там ряд композиций, в том числе, изображения трех святителей — Василия Великого, Григория Богослова и Иоанна Златоуста.
Вся жизнь Шебуева связана с преподавательской деятельностью в Академии художеств: начинал он в звании академика (1807) по классу исторической живописи, а закончил — ректором живописи и ваяния (с 1832).
За картину огромного размера «Петр Великий в сражении при Полтаве» академия произвела его в адъюнкт-профессоры исторической живописи и вверила ему преподавание в своих классах. В 1812 году он был назначен главным преподавателем рисования в воспитательных заведениях ведомства императрицы Марии и возведен академией в звание профессора; 23 октября 1811 года был награждён орденом Св. Владимира 4-й степени, а 20 апреля 1819 года орденом Св. Анны 2-й степени. В 1821 году сделан директором Императорской шпалерной мануфактуры, в 1823-м, за исполнение обширного плафона в церкви царскосельского дворца, получил титул придворного живописца. С 1832 года — ректор академии, а впоследствии, с 1842 года — заслуженный ректор живописи и ваяния; в 1836 году он выполнил эскизы купола и иконостаса для Екатерининской церкви в здании Академии Художеств, работал над оформлением Троице-Измайловского собора в Петербурге (в 1837); наконец, в 1844 году он был назначен наблюдателем за исполнением живописных работ для Исаакиевского собора.
Шебуев много работал над подготовкой учебных пособий по анатомии («Антропометрия», 1830—1831) для учеников АХ, создал эскиз росписи купола конференц-зала АХ («Торжество на Олимпе», 1832).
В. К. Шебуев исполнял, в основном, произведения на исторические и религиозные темы, отмеченные мастерством строгого академического рисунка, умелой компоновкой многофигурных сцен, интересом к национальной истории — «Подвиг новгородского купца Иголкина в Северной войне со шведами» (1839, находится в Русском музее), плафон в зале заседаний Совета (в петербургской АХ, 1833), образа «Воскрешение Лазаря», «Воскрешение сына наинской вдовы», «Спаситель в доме Лазаря» и «Христос, благословляющий детей» в Исаакиевском соборе; образа «Святая Екатерина», «Святой князь Александр Невский» и «Тайная Вечеря» в иконостасе домовой церкви Академии Художеств. В некоторых произведениях он был близок к романтическим и реалистическим тенденциям («Гадание. Автопортрет», 1805, Третьяковская галерея) и др.
Реалистическими устремлениями живописца отмечены его поздние портретные работы «Портрет отставного экспедитора И. В. Швыкина» (1833, Русский музей), «Портрет неизвестной в коричневом платье» (1837), «Портрет жены» (середина 1840-х).
Был избран почетным членом Московского Общества художеств.
Сначала в качестве преподавателя, а потом руководителя преподаванием живописи, в академии он имел огромное влияние на развитие многих русских художников, в том числе К. П. Брюллова, А. А. Иванова, Ф. А. Бруни, П. В. Басина.
Умер 17 июня 1855 года от холеры. Похоронен на Смоленском православном кладбище (уч. 72, на Шараповской дорожке).

## Семья
Василий Козьмич был женат дважды. Первая жена Елизавета Михайловна Тверская (1795 — 17.07.1843) — дочь гравера и рисовальщика Академии художеств Михаила Ивановича Тверского (22.09.1769 — 14.02.1831). Брак зарегистрирован 06.09.1815. 

Дети:

Николай (11.09.1816 — 03.04.1822) — умер в младенчестве от горячки, погребён на Смоленском православном кладбище.

Василий (03.05.1818 — ?) — на 1833 г. числился академистом 2-й ступени.

Мария (15.06.1830 — ?) — 06.06.1856 г. вышла замуж за лейтенанта 26 флотского экипажа Платона Ивановича Зеникова 

Екатерина (25.11.1832 — 01.05.1854) — умерла в 21 год от чахотки.

Варвара (09.12.1833 — ?) — 25.01.1852 г. вышла замуж за поручика ЛГ Гренадерского полка Юлиана Яковлевича Коноплянского.

Анна (07.01.1837 — ?).

Через четыре года после смерти жены, 08.01.1847 г., Василий Козьмич женился вторично на вдове Варваре Ивановне Вальховской (1809 — 06.06.1874). Детей в этом браке не было. Варвара Ивановна умерла от водянки. Похоронена на Смоленском православном кладбище (уч. 72, на Шараповской дороге).

## Галерея

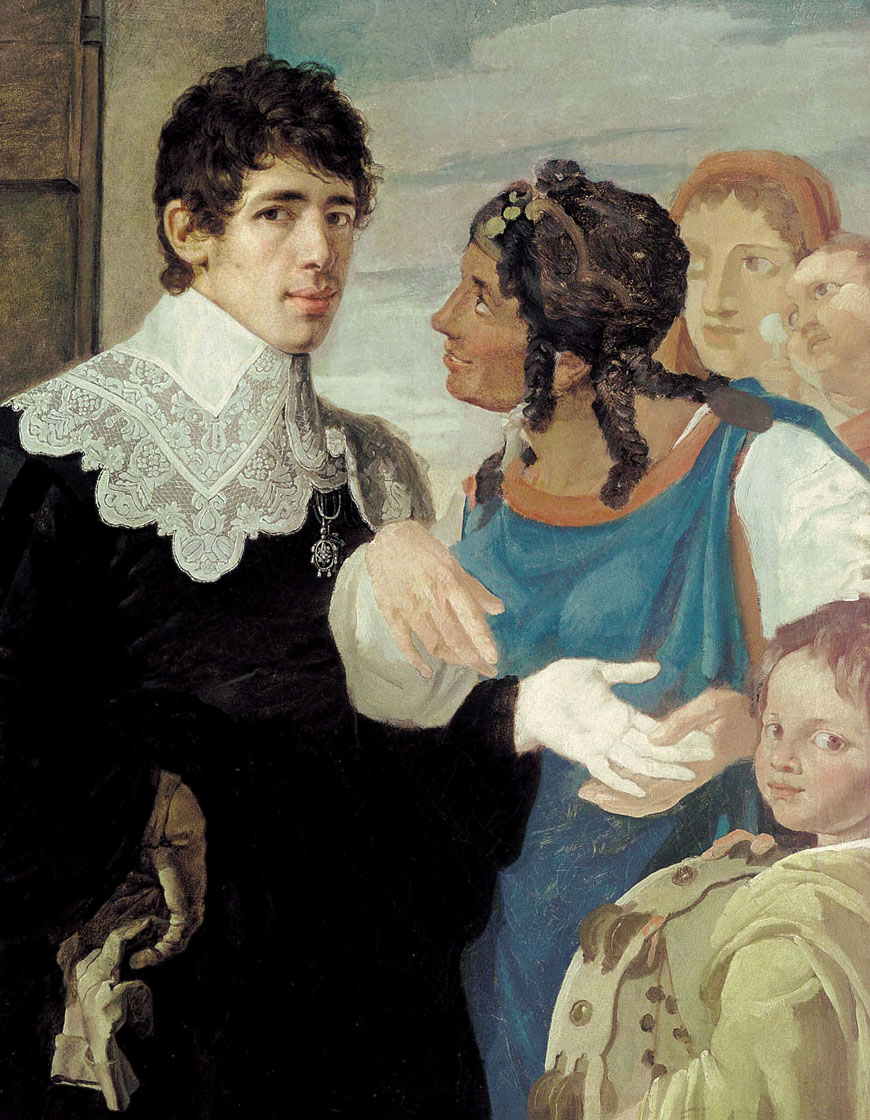
Гадание (автопортрет с гадалкой)[22] (1805)
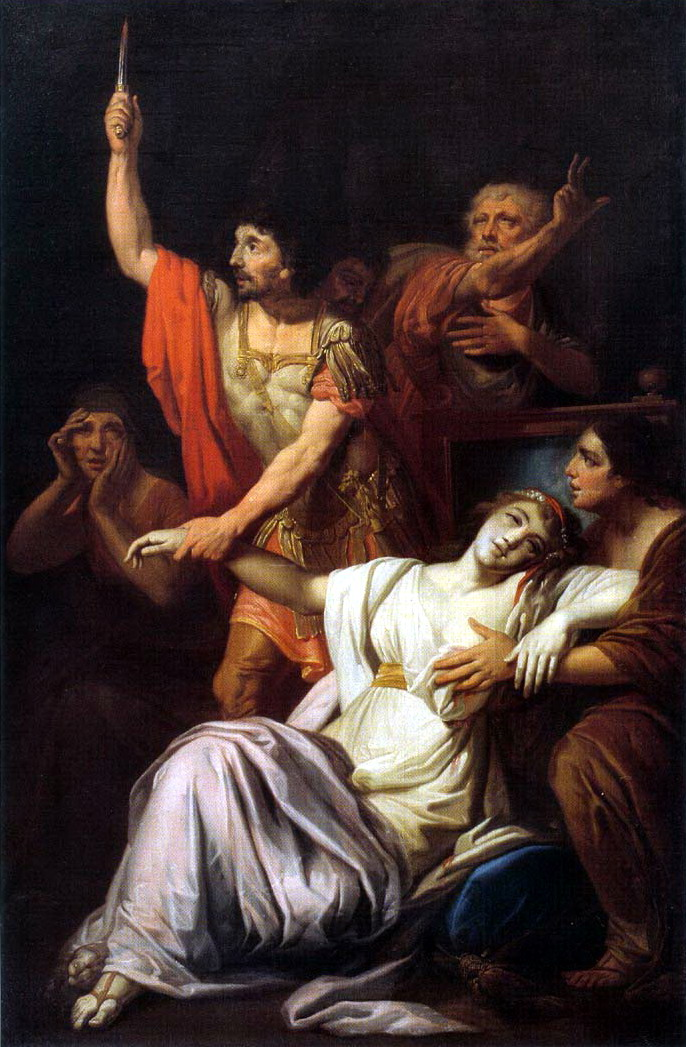
Смерть Камиллы, сестры Горация (1821)
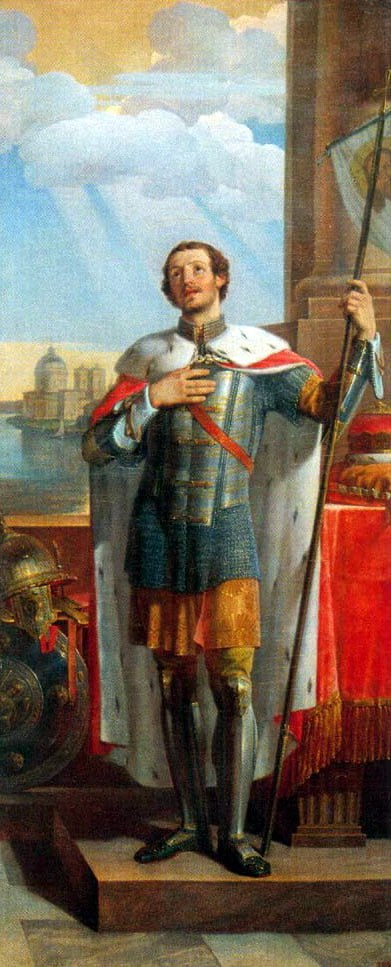
Александр Невский (1836)
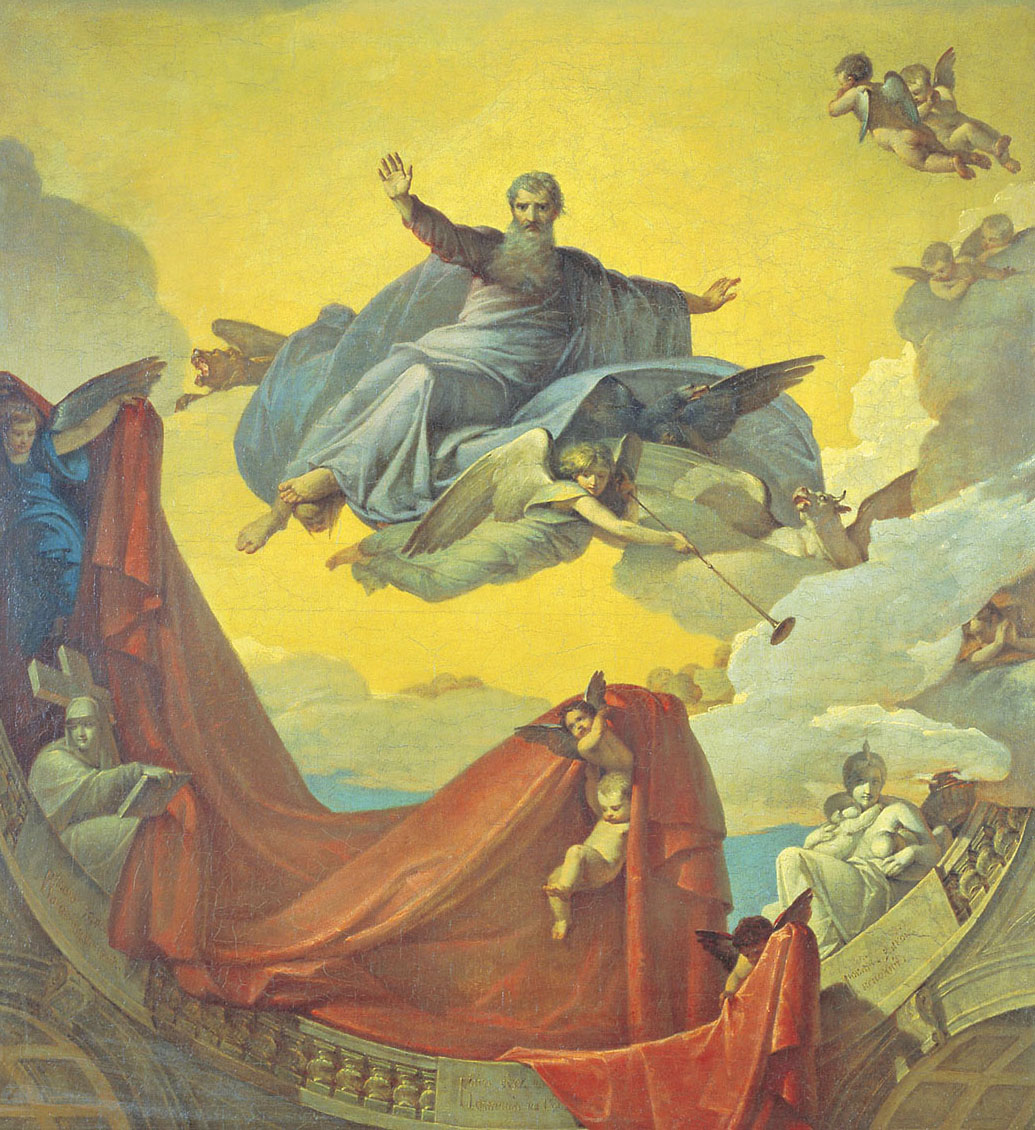
Видение пророка Иезекииля[23] (1836)
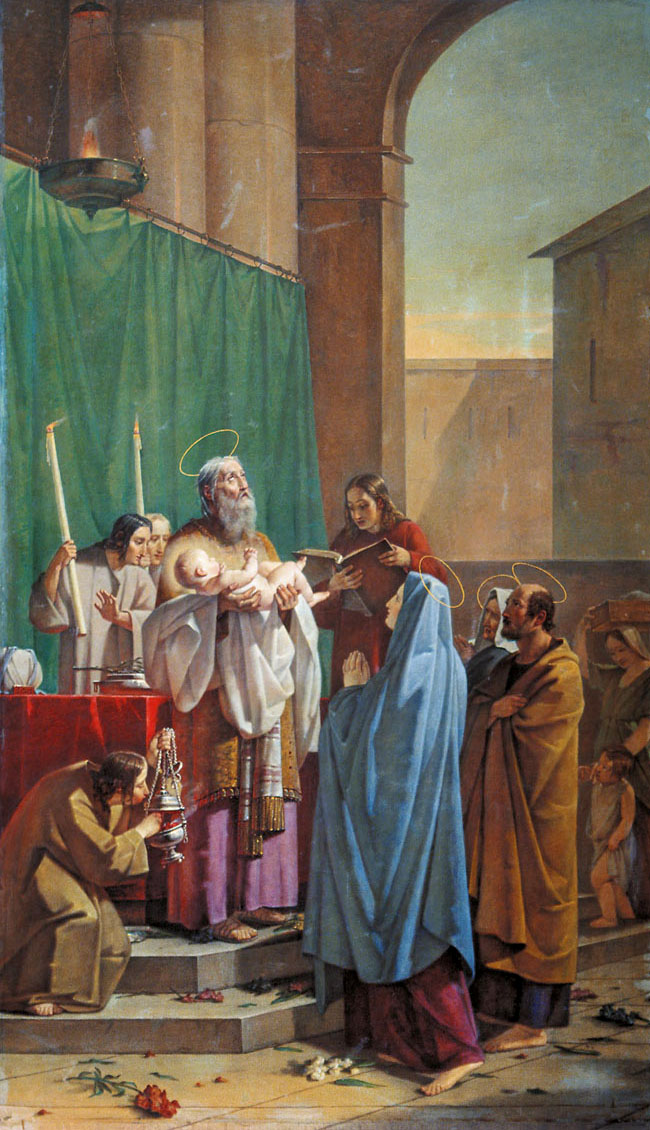
Симеон Богоприимец (1847)